# Acolastus theryi
Acolastus theryi là một loài bọ cánh cứng trong họ Chrysomelidae. Loài này được Chobaut miêu tả khoa học năm 1896.